# Herb gminy Strzegowo
Herb gminy Strzegowo – symbol gminy Strzegowo.

## Wygląd i symbolika
Herb przedstawia na tarczy w polu niebieskim srebrną podkowę zwieńczoną krzyżem oraz czarną strzałę skierowaną w dół, wychodzącą ze środka podkowy. Jest to nawiązanie do herbu Dołęga, którym posługiwał się Stanisław ze Strzegowa, jeden z dawnych właścicieli wsi Strzegowo.